# Чемпионат Европы по бальным танцам среди профессионалов 2008
Чемпионат Европы 2008 года по бальным танцам среди профессионалов состоялся 2 мая 2008 года в городе Омске во дворце спорта «Арена-Омск».
В чемпионате приняло участие 13 пар. В зале присутствовало более 10000 зрителей. Аккомпанировал танцорам Омский академический симфонический оркестр под управлением Дмитрия Васильева. Призовой фонд чемпионата составил 30 тысяч долларов.

## Результаты чемпионатов
Результаты Чемпионата в Омске, 2008 год.
- Первое место — Александр Березин и Виктория Рудковская (Россия)
- Второе место — Борис Рёне и Маделейне Эплер (Германия)
- Третье место — Фабрицио Краверо и Лорена Краверо (Италия)